# National Society of Film Critics Awards 2020
La 54ª edizione dei National Society of Film Critics Awards, annunciati il 4 gennaio 2020, ha premiato i migliori film del 2019 secondo i membri della National Society of Film Critics.

## Vincitori
A seguire vengono indicati i vincitori, in grassetto, e gli altri classificati, ciascuno col numero di voti ricevuti (tra parentesi):

### Miglior film
1. Parasite (Ginsaenchung), regia di Bong Joon-ho (44)
2. Piccole donne (Little Women), regia di Greta Gerwig (27)
3. C'era una volta a... Hollywood (Once Upon a Time... in Hollywood), regia di Quentin Tarantino (22)

### Miglior regista
1. Greta Gerwig - Piccole donne (Little Women) (39)
2. Bong Joon-ho - Parasite (Ginsaenchung) (36)
3. Martin Scorsese - The Irishman (31)

### Miglior attore
1. Antonio Banderas - Dolor y gloria (69)
2. Adam Driver - Storia di un matrimonio (Marriage Story) (43)
3. Adam Sandler - Diamanti grezzi (Uncut Gems) (41)

### Miglior attrice
1. Mary Kay Place - Diane (40)
2. Zhao Tao - I figli del fiume giallo (Jiānghú érnǚ) (28)
3. Florence Pugh - Midsommar - Il villaggio dei dannati (Midsommar) (25)

### Miglior attore non protagonista
1. Brad Pitt - C'era una volta a... Hollywood (Once Upon a Time... in Hollywood) (64)
2. Joe Pesci - The Irishman (30)
3. Wesley Snipes - Dolemite Is My Name (18) ex aequo con Song Kang-ho - Parasite (Ginsaenchung) (18)

### Miglior attrice non protagonista
1. Laura Dern - Piccole donne (Little Women) e Storia di un matrimonio (Marriage Story) (57)
2. Florence Pugh - Piccole donne (Little Women) (44)
3. Jennifer Lopez - Le ragazze di Wall Street - Business Is Business (Hustlers) (26)

### Miglior sceneggiatura
1. Bong Joon-ho e Han Ji-won - Parasite (Ginsaenchung) (37)
2. Greta Gerwig - Piccole donne (Little Women) (34)
3. Quentin Tarantino - C'era una volta a... Hollywood (Once Upon a Time... in Hollywood) (33)

### Miglior fotografia
1. Claire Mathon - Ritratto della giovane in fiamme (Portrait de la jeune fille en feu) e Atlantique (41)
2. Robert Richardson - C'era una volta a... Hollywood (Once Upon a Time... in Hollywood) (29)
3. Yorick Le Saux - Piccole donne (Little Women) (22)

### Miglior documentario
1. Honeyland (Medena zemja), regia di Tamara Kotevska e Ljubomir Stefanov (33)
2. Made in USA - Una fabbrica in Ohio (American Factory), regia di Steven Bognar e Julia Reichert (28)
3. Apollo 11, regia di Todd Douglas Miller (27)

### Film Heritage Award
- La mostra Private Lives, Public Spaces al Museum of Modern Art, curata da Ron Magliozzi, per «rendere visibile la collezione del MOMA di oltre cento anni di immagini in movimento vernacolari, la maggior parte delle quali filmati casalinghi di famosi e non. Mostrati su più schermi nelle lobby dei cinema Titus del MoMA, essi formano una folle contrappunto di storia personale e culturale»[2]
- Rialto Pictures per «nel suo ventiduesimo anno d'attività, aver distribuito il restauro in 4K di un classico amatissimo come Sangue blu (1949) sia presentato opere trascurate di maestri internazionali, come Lo sceicco bianco (1952) di Federico Fellini e, per la prima volta, la versione integrale di Cristo si è fermato a Eboli (1979) di Francesco Rosi, in una copia restaurata e con sottotitoli aggiornati»[2]